# SN 2009mu
SN 2009mu – supernowa typu IIb odkryta 21 grudnia 2009 roku w galaktyce E374-G03. W momencie odkrycia miała maksymalną jasność 18,20m.